# 白士麟
白士麟（？—？），山西太原府平定州军籍。明末政治人物。

## 生平
天啓元年（1621年）辛酉科山西乡试举人，崇祯元年（1628年）联捷戊辰科進士，考选庶吉士，三年授河南道监察御史，十月巡按湖广。
明亡仕清，顺治二年（1645年）五月授陕西布政使司关内道参议，四年六月升湖广按察使司副使兼布政使司参议督粮道，十二年九月被巡按御史王继文弹劾贪污不法，夺官逮治。